# Kfar-Ménahem
Kfar-Ménahem (כפר מנחם) est un kibboutz fondé en 1932 par des immigrants originaires de Pologne et situé le long de la côte méditerranéenne, non loin du carrefour Masmia.

## Historique
Juste après sa fondation, Kfar-Ménahem voit la naissance du premier enfant, en 1934, qui est rapidement est suivie par dix autres naissances.
En décembre 1934, durant la fête de Hanouka, un groupe d'amis, Juifs américains et canadiens, rejoignent la communauté précédemment installée, communauté dont une partie a déjà quitté les lieux de par les dures conditions de vie, pour fonder le moshav Kfar-Warburg.
Le nom de Kfar-Ménahem rend hommage à Menahem Ussishkin, activiste sioniste et un des dirigeants du KKL.
Le kibboutz est entouré de nombreux villages arabes, avec lesquels les relations sont relativement bonnes. À part quelques vols le kibboutz n'est confronté à aucune altercation. Ces villages sont abandonnés lors de la Guerre d'Indépendance, et seule la famille El'azi reste encore sur les lieux. Cette famille compte de nos jours une centaine de membres, avec lesquels les relations sont restées toujours aussi bonnes.
En 1943, les membres d'un kibboutz voisin démantelé, originaires d'Allemagne et de Galicie, se joignent aux pionniers de Kfar-Ménahem.
Après la Seconde Guerre mondiale, durant la Guerre d'Indépendance, de nombreux rescapés de la Shoah, venus de Pologne et de Russie s'installent au kibboutz.

## Les membres
Les premières années, Kfar-Ménahem compte 200 membres et une cinquantaine d'enfants. À ses plus beaux jours, le kibboutz compte 600 personnes, membres et enfants confondus.
La grande majorité des enfants nés à Kfar-Ménahem dans les premières années continuent à habiter le kibboutz, qui progressivement voit le nombre de ses membres considérablement diminuer. Aujourd'hui Kfar Ménahem compte 250 personnes, dont une soixantaine d'enfants.
La situation démographique du kibboutz reste inquiétante, alors que la moyenne d'âge est de 60 ans.

## Domaines économiques
Kfar-Ménahem vit sur la culture du blé, du coton, de légumes, de pastèques, de vignes et d'amandes, et les terrains arables s'étendent sur une surface de 9000 dounam. Le kibboutz abrite également un poulailler et une étable considérable.
Dans le domaine industriel, Kfar-Ménahem possède une usine de matières métallurgiques, dont le cuivre et l'aluminium, une seconde de fabrication d'appareils électro-ménagers et une carrière de sable.
Il abrite également une salle de spectacle, pouvant contenir jusqu'à 900 spectateurs.
Sa situation économique est stable.

## Éducation
Kfar-Ménahem abrite un jardin d'enfants en bas âge, et une école maternelle, où sont inscrits également des enfants de l'extérieur.